# Romalı Perihan
Romalı Perihan (Roma, 18 marzo 1942 – Istanbul, 5 maggio 2016) è stata un soprano e attrice turca.

## Biografia
Romalı Perihan, nata Perihan Benli, trascorse la sua infanzia insieme al padre, nativo di Bursa, alla madre - laureata presso l'università di Boğaziçi - e alle due sorelle. Compiuti i quattordici anni la Perihan affrontò il suo debutto cinematografico nei panni della figlia del protagonista di una pellicola girata presso Il Cairo, città dove incontrò Omar Sharif. Due anni dopo si unì in matrimonio con il principe trentatreenne Bijan Esfandiari-Bakhtiari (15 ottobre 1937, Isfahan – 29 ottobre 2001, Parigi).
Frutto del suo poliglottismo e del suo eclettismo è il suo repertorio musicale, comprendente canzoni narrative in italiano e turco. In questo modo la Perihan avviò il suo successo professionale, iniziato in veste di solista e poi suggellato dall'incontro con numerosi cantanti e compositori turchi di grande preminenza, fra cui Zeki Müren e Magali Noël. Significativa anche la sua carriera cinematografica, consumatasi negli studi romani di Cinecittà, con comparse ne La dolce vita (1960) e Waterloo (1970): fu in questo contesto che strinse amicizia con Federico Fellini, che nel 1990 la desiderava come protagonista per il suo film La voce della luna: la Perihan, tuttavia, fu costretta a declinare il suo invito in quanto impegnata con i preparativi del suo secondo matrimonio con Erdem Mısırlı, imprenditore turco e fondatore del brand Mısırlı Triko. Il suo terzo ed ultimo marito fu B. Bensan, un ingegnere tedesco della Mercedes-Benz. La coppia visse a Stoccarda, Baden-Württemberg, Germania, e il loro matrimonio durò quattordici anni.
Soprannominata «La Bella Turca» e «La Turca Romana» dai media italiani, la Perihan morì all'età di settantaquattro anni a Istanbul il 5 maggio 2016 e la sua salma fu inumata al Cimitero di Ayazağa, con il funerale religioso svoltosi nella moschea di Bebek  il 7 maggio.

## Discografia
- O Bendim O: O'nun Hikâyesi (Nova Stereo, 1976) (testo, Pierre Bachelet, Ülkü Aker)[6]
- Görünce Seni (testo, Consuelo Velázquez, et al.)[7]
- Nerden Nereye (testo, Las Grecas, et al.)[7]
- Vay Başıma Gelenler (testo, Robert "Bob" Marcucci, Peter de Angelis, et al.)[7]
- Romalı Perihan'ın Arabesk Dünyası[4]
  - "Gitme Sana Muhtacım"
  - "Senin Olmaya Geldim"

## Filmografia

### Cinema e televisione
| Anno | Titolo            | Ruolo   | Note |
| ---- | ----------------- | ------- | ---- |
| 1960 | La dolce vita     |         | Film |
| 1969 | Fellini Satyricon | Goddess | Film |
| 1970 | Waterloo          |         | Film |
| 1971 | Web of the Spider |         | Film |
| 1971 | Eye of the Spider |         | Film |
| 1973 | Il magnate        |         | Film |
| 1975 | Kaygısızlar       |         | Film |
| 1978 | Kaplanlar Ağlamaz | Perihan | Film |
| 1980 | Akıllı Deliler    |         | Film |
| 1982 | Elveda Dostum     |         | Film |
| 1989 | Hiçbir Gece       | Suna    | Film |

## Riconoscimenti
| Anno | Riconoscimento           | Categoria                                | Risultato   | Nota  |
| ---- | ------------------------ | ---------------------------------------- | ----------- | ----- |
| 2008 | 1976 Hey Magazine Awards | Most Promising Female Singer of the Year | Candidatura | [ 9 ] |